# Ljustjärnen (Voxna socken, Hälsingland, 679617-149306)
Ljustjärnen är en sjö i Ovanåkers kommun i Hälsingland och ingår i Ljusnans huvudavrinningsområde.